# 4773 Hayakawa
4773 Hayakawa (1989 WF) là một tiểu hành tinh vành đai chính được phát hiện ngày 17 tháng 11 năm 1989 bởi Endate và Watanabe ở Kitami.